# Cord pulmonar
Cordul pulmonar este o boală a inimii în care ventriculul drept se mărește (hipertrofiază) și își pierde treptat forța de contracție, ca urmare a presiunii crescute în circulația pulmonară (hipertensiune pulmonară).
1. Definiție:   Cordul pulmonar este o hipertrofie (mărire) și eventual insuficiență a ventriculului drept, cauzate de boli care afectează plămânii și vasele pulmonare.
2. Cauze frecvente:
  - Bronhopneumopatia obstructivă cronică (BPOC)
  - Fibroză pulmonară
  - Embolie pulmonară cronică
  - Hipoventilație cronică (de ex., în sindromul obezitate-hipoventilație)
3. Simptome:
  - Dificultăți de respirație (dispnee)
  - Oboseală
  - Edeme la nivelul membrelor inferioare
  - Cianoza (colorație albăstruie a pielii)
  - Durere toracică
4. Diagnostic:
  - Radiografie toracică
  - Ecocardiografie
  - CT toracic
  - Teste de funcție pulmonară
  - Cateterism cardiac drept
5. Tratament:
  - Tratarea bolii pulmonare de bază
  - Oxigenoterapie
  - Diuretice (pentru edeme)
  - Medicamente pentru scăderea presiunii în arterele pulmonare (ex: sildenafil)
  - Evitarea factorilor agravanți (fumat, altitudine mare)